# Libenského kolonáda
Libenského kolonáda je kryté sloupořadí v Poděbradech postavené v roce 1936 podle projektu architekta Vojtěcha Kerharta v konstruktivistickém stylu. Kolonáda nese podobu sloupové haly zastřešené plochou střechou, na kterou navazuje kruhový sloupový pavilon zastřešený bání se skleněnými průhledy. V kruhovém pavilonu se nachází pramen minerální vody zvaný Boček. Název pramene je odvozen od Bočka z Kunštátu a Poděbrad, zakladatele poděbradské větve rodu pánů z Kunštátu. Kolonáda je pojmenována podle zakladatele české kardiologie, vyšetřovacích a léčebných ústavů v Poděbradech, Prof. Dr. Václava Libenského.

## Fotogalerie

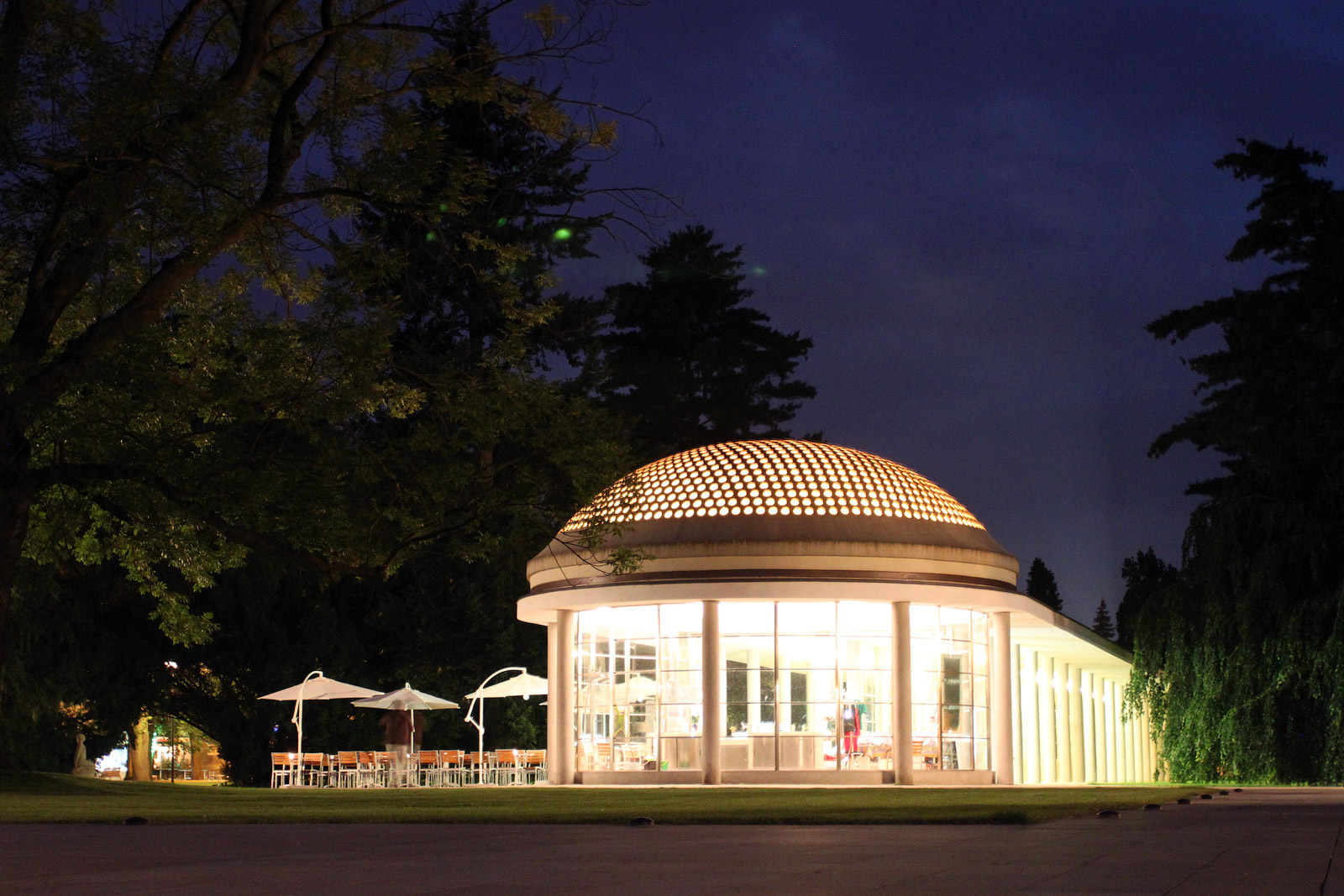
Noční pohled
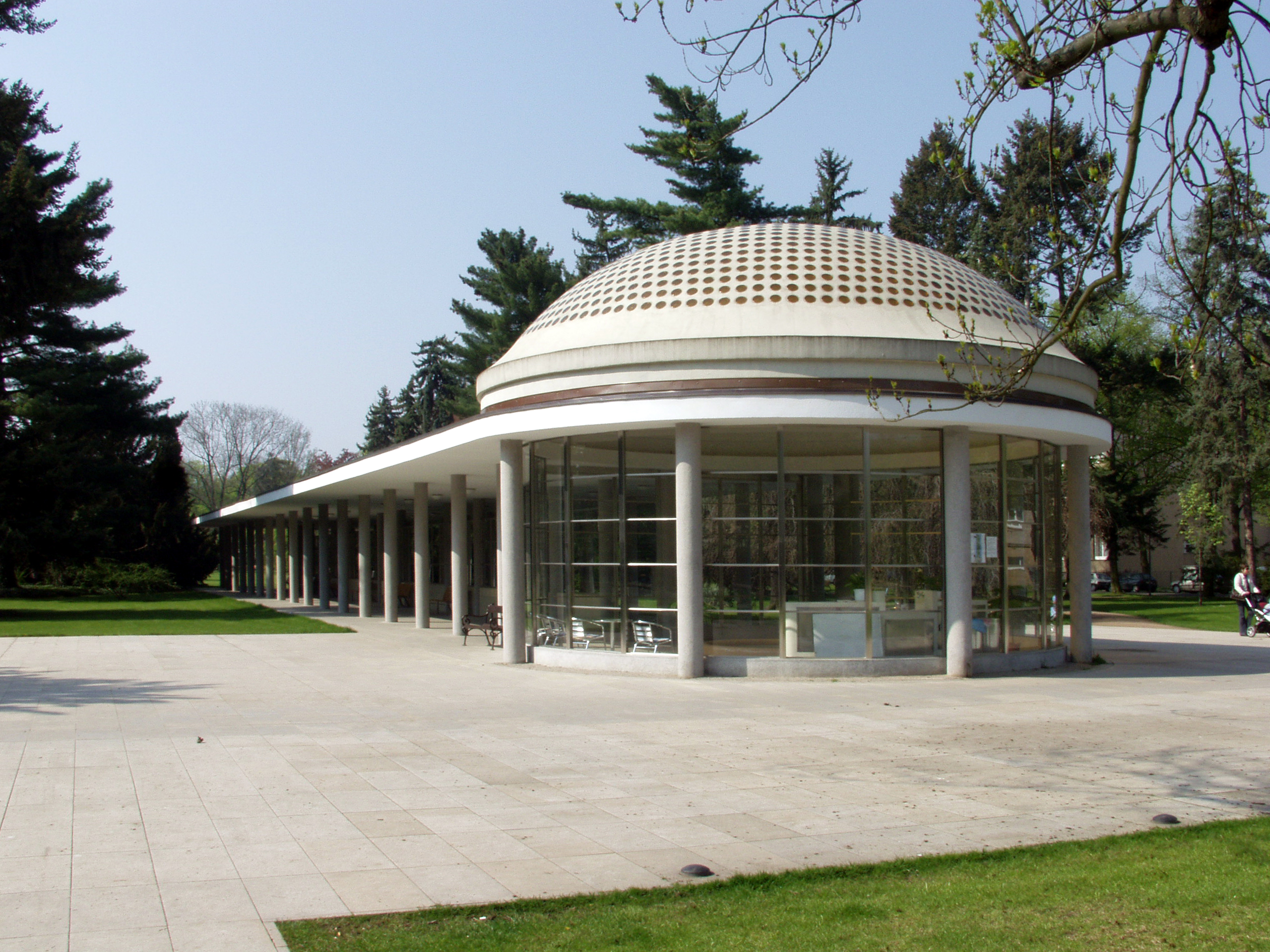
Detail
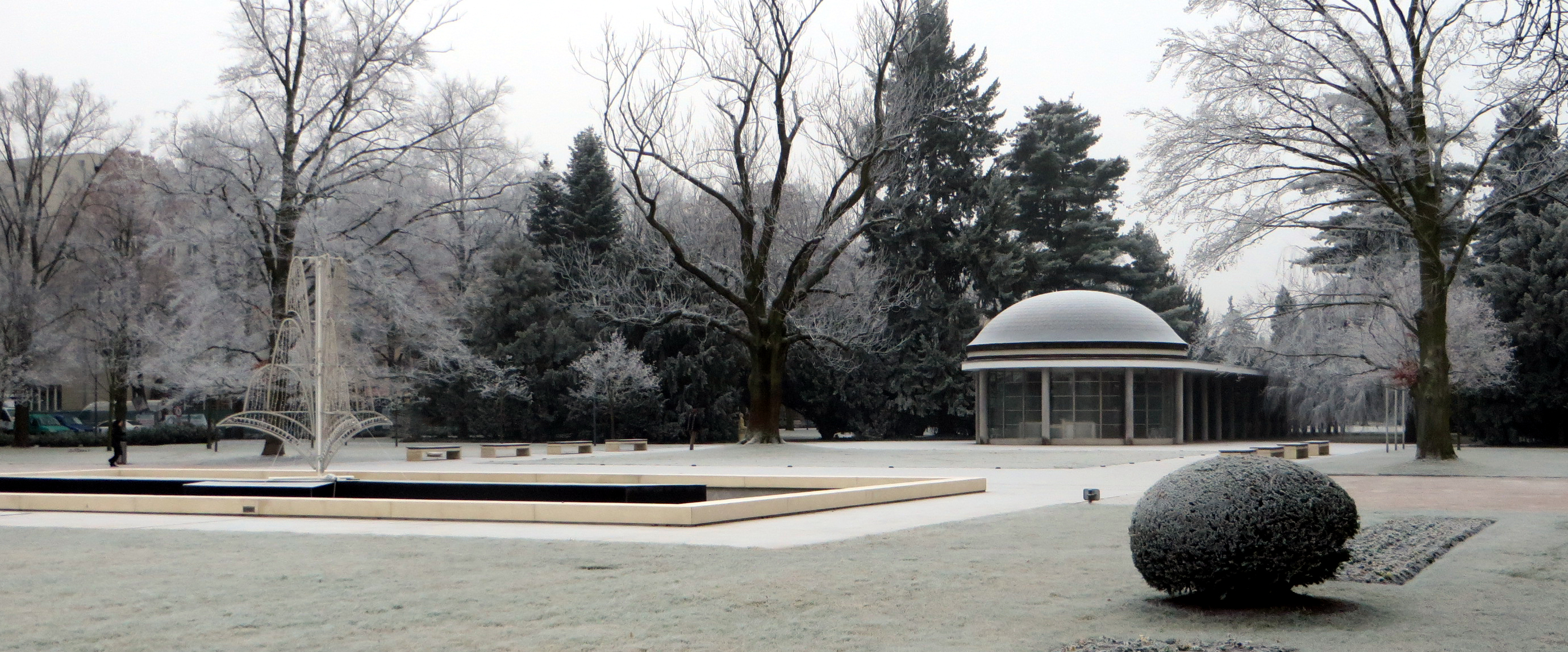
Zimní pohled